# Chaquihua penai
Chaquihua penai is een haft uit de familie Ameletopsidae. De wetenschappelijke naam van de soort is voor het eerst geldig gepubliceerd in 1955 door Demoulin.
De soort komt voor in het Neotropisch gebied.